# Tubis Trio
Tubis Trio – polskie akustyczne trio jazzowe.

## Historia
Zespół został założony przez łódzkiego pianistę Macieja Tubisa w 2004 roku. Od samego początku głównym założeniem było tworzenie własnych kompozycji i kreowanie własnego stylu. Inspiracje płynęły z nurtu jazzu europejskiego (wytwórnie ECM, ACT), muzyki poważnej i każdej muzyki bliskiej sercu słuchacza. Podczas koncertu muzycy starają się zaskoczyć samych siebie, stąd utwory pod tym samym tytułem brzmią na kolejnych koncertach zupełnie inaczej, ale ciągle pozostają w kręgu utworów przyjaznych odbiorcom. W roku 2008 została wydana debiutancka płyta Macieja Tubisa pod tytułem „Spełnienie…”. Po jednym z koncertów promujących ten album akustyk powiedział: „Podobało mi się! Ale to chyba nie był jazz? Bo ja jazzu to nie lubię!”.
Zespół wydał swoją pierwszą płytę z koncertu live z sali Robert Krieps Salle w stolicy Luksemburga, który odbył się 25 września 2008 roku. Gościnnie podczas koncertu zagrał na wiolonczeli luksemburski muzyk Andre Mergenthaler.
W styczniowym numerze brytyjskiego magazynu Jazzwise (2010 r.) w głosowaniu na najlepszą płytę jazzową na świecie w zestawieniu znanego krytyka jazzowego
Stuarta Nicholsona płyta Tubis Trio – Live In Luxembourg została wyróżniona na 5 miejscu. Na tym samym miejscu zespół został wybrany do zestawienia w nowojorskiej gazecie Village Voice. Byli jedynymi Polakami oprócz Tomasza Stańki w tych ankietach.
Płyta była emitowana w audycji Cutting Edge w londyńskim Jazz FM przez Mike’a Chadwicka i jest dostępna w sprzedaży w Anglii.
Polska premiera płyty odbędzie się na początku marca 2010 roku. Wcześniej była dołączona dla prenumeratorów Jazz Forum w wakacje 2009 roku, gdzie opublikowano wywiad z Tubis Trio.
W czerwcu 2008 roku Maciej otrzymał nagrodę Prezydenta Miasta Łodzi dla najlepszego łódzkiego jazzmana. Z innych ważnych nagród należy wymienić nagrodę TVP2 za kompozycję „Spełnienie” z 2006 oraz nagrody na konkursach pianistów jazzowych w Warszawie. Zespół w obecnym składzie koncertuje i nagrywa od początku 2008 roku. Marcin Lamch oraz Przemek Pacan mają za sobą sukcesy na konkursie JazzJuniors 97 oraz 98 i wydane płyty z takimi artystami jak Janusz Yanina Iwański, Wojciech Konikiewicz czy z duetem Lipnicka&Porter.
„The Truth” jest debiutem zespołu w holenderskiej wytwórni Challenge Records. Płyta ukazała się 8 września 2017 roku. Nagranie zawiera 10 kompozycji autorskich Macieja Tubisa, które wyróżniają się dużą melodyjnością wymykając się typowo jazzowej estetyce. Jednak improwizacja jest najważniejszą częścią tej muzyki, definiującą jednocześnie stylistykę. Tak Marek Sierocki zarekomendował to nagranie: "To znakomity krążek! Świetne kompozycje. Raz jeszcze okazuje się, że w muzyce, również jazzowej, ważne są melodie. Płyta jest fantastycznie nagrana. Światowe brzmienie."

## Dyskografia
Tubis Trio - Live In Luxembourg
- Wydawnictwo: PK Records
- Data wydania: 2010
- Utwory: All Blues, Retrospekcja, Jest Jak Jest, Siedem Siedem, Lama, Napięcie, Resurrection Song, Footprints (bis).
- Skład: Maciej Tubis: fortepian, Marcin Lamch: kontrabas, Przemek Pacan: perkusja, feat. Andre Mergenthaler: wiolonczela(6)

Tubis Trio - The Truth
- Wydawnictwo: Challenge Records International
- Data wydania: 2017
- Utwory: Monday On My Way; 2.31PM; Peloponnese; Seven Heavens; I Forgot The Plot; Tokyo; It's A Beautiful Winter Out There; Diminished World; Augmented Reality; Triceratops.
- Skład: Maciej Tubis: fortepian, Paweł Puszczało: kontrabas, Przemek Pacan: perkusja.    
Tubis Trio - Flashback
- Wydawnictwo: Audio Cave
- Data wydania: 2018
- Utwory: Rekindled; Wind-Up Tuesday; Preludend; Esteem; Roadrunner; Flashback; Hectic; Karate
- Skład: Maciej Tubis: fortepian, Paweł Puszczało: kontrabas, Przemek Pacan: perkusja.   

Tubis Trio - So Us
- Wydawnictwo: Audio Cave
- Data wydania: 2019
- Utwory: So Us; Barfly Dougie; Secret Agent; Wednesday It Is; Komorebi Now; Binary Parade; Quantum Junkie; Up And About

## Skład zespołu
- Maciej Tubis – fortepian
- Paweł Puszczało – kontrabas
- Przemek Pacan – perkusja

## Galeria

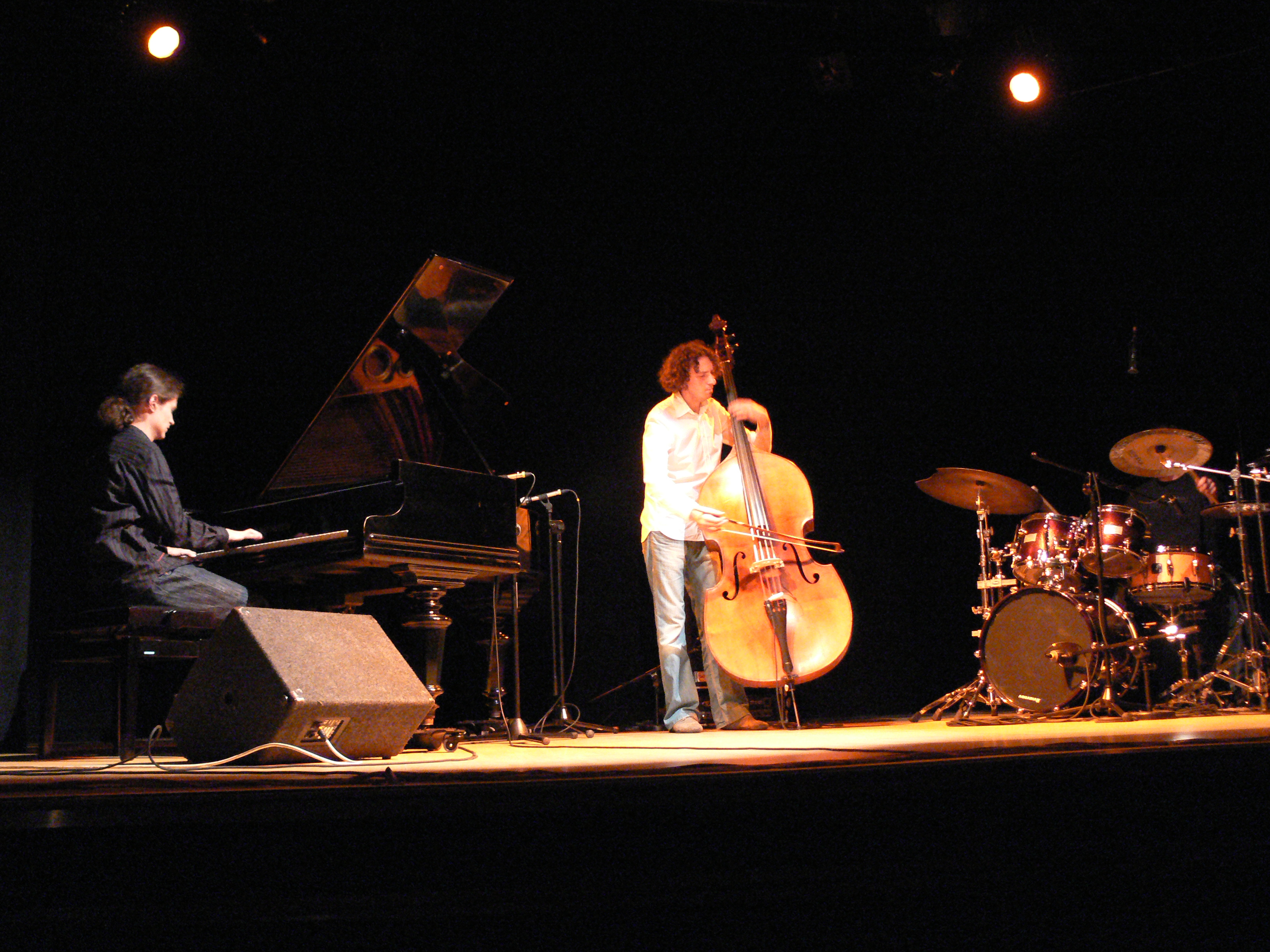
2008
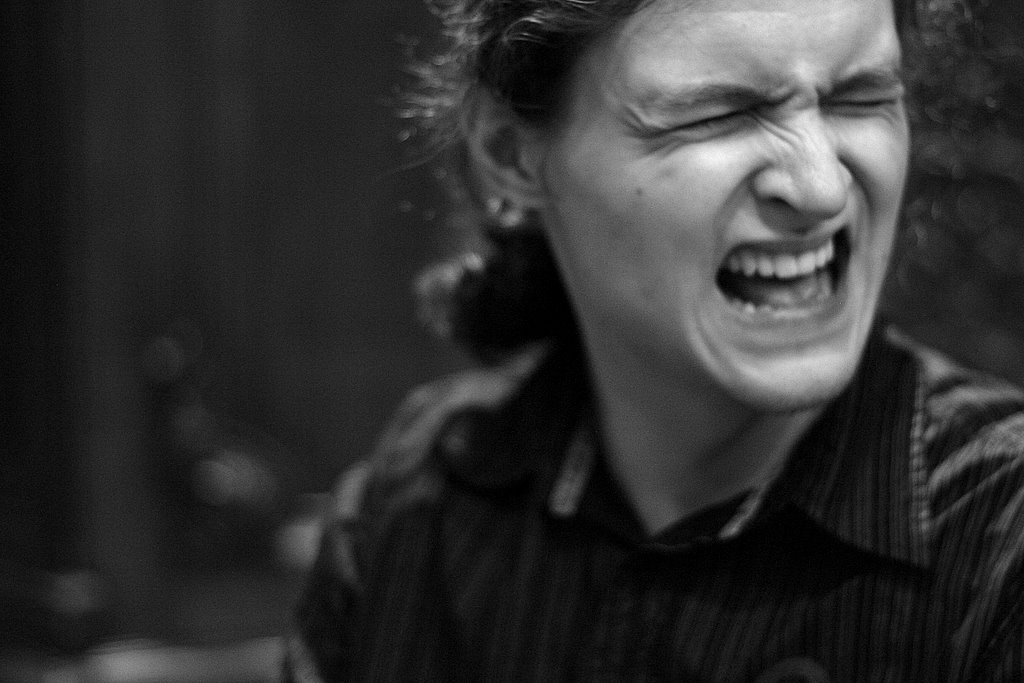
Maciej Tubis – fortepian
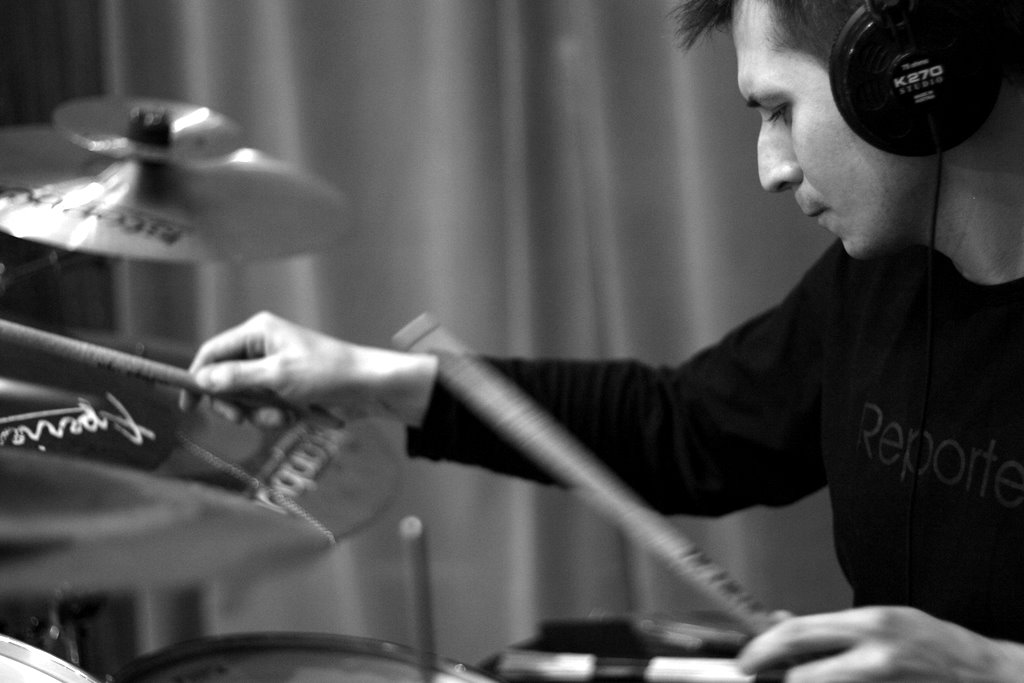
Przemek Pacan – perkusja
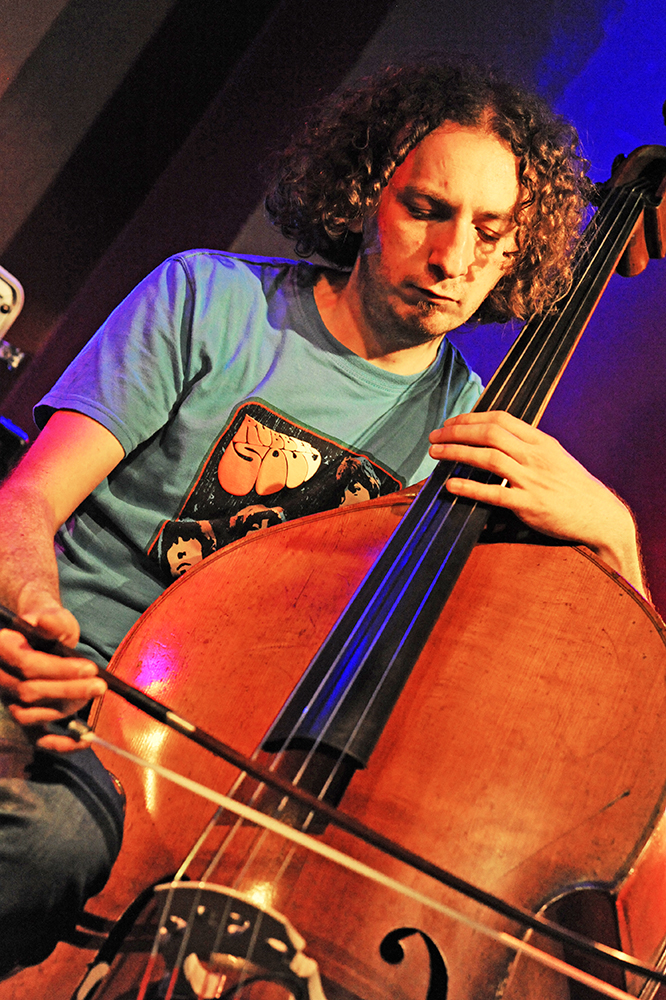
Marcin Lamch - 2010
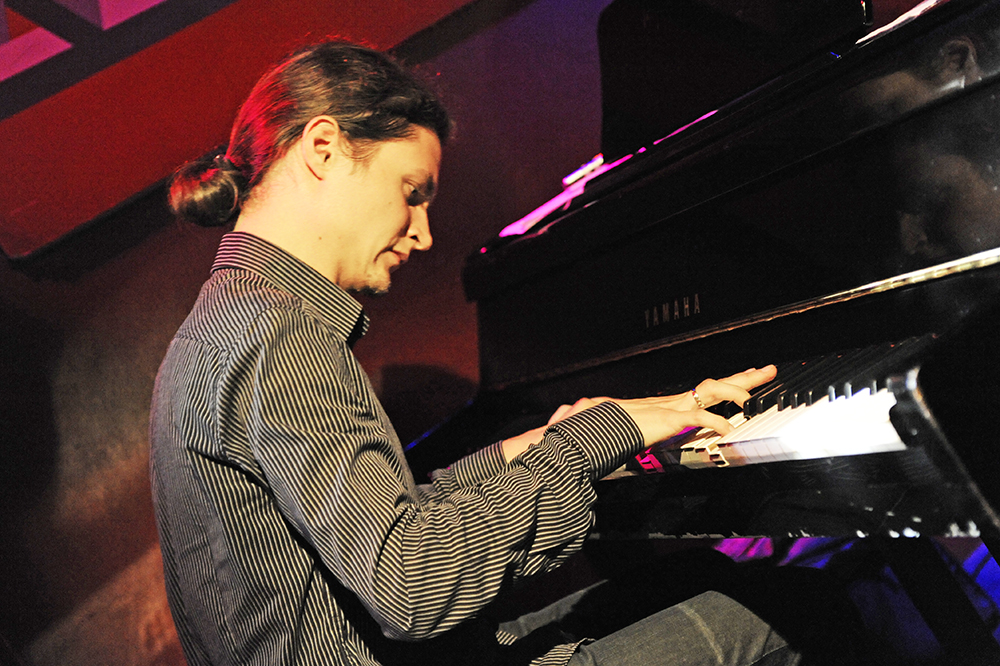
Maciej Tubis - 2010
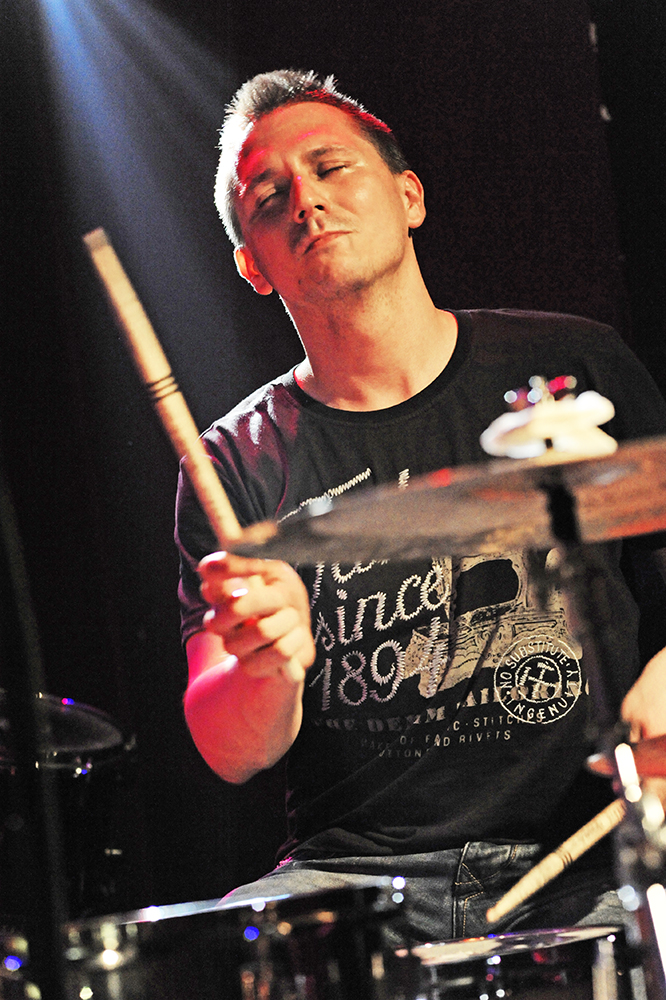
Przemek Pacan - 2010